# Запотал, Сантос Рејес Алдама (Сан Андрес Кабесера Нуева)
Запотал, Сантос Рејес Алдама (шп. Zapotal, Santos Reyes Aldama) насеље је у Мексику у савезној држави Оахака у општини Сан Андрес Кабесера Нуева. Насеље се налази на надморској висини од 1537 м.

## Становништво
Према подацима из 2010. године у насељу је живело 11 становника.

### Хронологија
| Година       | 2000 | 2005         | 2010 |
| ------------ | ---- | ------------ | ---- |
| Становништво | 11   | 31 (16 / 15) | 11   |

### Попис
| # | Индикатор                     | Вредност |
| - | ----------------------------- | -------- |
| 1 | Укупно домаћинстава           | 8        |
| 2 | Укупно насељених домаћинстава | 2        |
| 3 | Величина локације             | 1        |